# O Estranho Mundo de Zé do Caixão (programa de televisão)
O Estranho Mundo de Zé do Caixão é um programa de televisão brasileiro de entrevistas apresentado por José Mojica Marins e exibido pelo Canal Brasil.
Normalmente é dividido em quatro partes: A primeira, com uma reportagem, a segunda com dúvidas de internautas sobre assuntos paranormais, a terceira uma entrevista com uma celebridade convidada e a ultima, na qual Zé do Caixão lança sua famosa praga.[carece de fontes?]
O programa tem o mesmo nome do filme de 1968 e de um programa de TV que passou na TV Tupi no mesmo ano (O Estranho Mundo de Zé do Caixão - Rede Tupi).